# Kuyu, Aydıncık
Kuyu là một xã thuộc huyện Aydıncık, tỉnh Yozgat, Thổ Nhĩ Kỳ. Dân số thời điểm năm 2010 là 89 người.